# Kaplan (Louisiana)
Kaplan és una població dels Estats Units a l'estat de Louisiana. Segons el cens del 2000 tenia 5.177 habitants.

## Demografia
Segons el cens del 2000, Kaplan tenia 5.177 habitants, 2.069 habitatges, i 1.342 famílies. La densitat de població era de 888,4 habitants/km².
Dels 2.069 habitatges en un 31,6% hi vivien nens de menys de 18 anys, en un 46,3% hi vivien parelles casades, en un 14,2% dones solteres, i en un 35,1% no eren unitats familiars. En el 30,9% dels habitatges hi vivien persones soles el 17% de les quals corresponia a persones de 65 anys o més que vivien soles. El nombre mitjà de persones vivint en cada habitatge era de 2,45 i el nombre mitjà de persones que vivien en cada família era de 3,06.
Per edats la població es repartia de la següent manera: un 25,8% tenia menys de 18 anys, un 9,4% entre 18 i 24, un 25,5% entre 25 i 44, un 19,5% de 45 a 60 i un 19,7% 65 anys o més.
L'edat mediana era de 37 anys. Per cada 100 dones de 18 o més anys hi havia 80,3 homes.
La renda mediana per habitatge era de 22.535 $ i la renda mediana per família de 30.236 $. Els homes tenien una renda mediana de 29.387 $ mentre que les dones 19.198 $. La renda per capita de la població era de 12.340 $. Entorn del 25% de les famílies i el 33,5% de la població estaven per davall del llindar de pobresa.

## Poblacions més properes
El següent diagrama mostra les poblacions més properes.